# Iliouchine Il-32
L'Iliouchine Il-32 (en russe : « Ильюшин Ил-32 ») était un projet de planeur militaire soviétique lourd, développé après la Seconde Guerre mondiale pour délivrer 7 000 kg de charge utile. Pour faciliter les opérations de chargement et déchargement, les sections avant et arrière du planeur étaient articulées pour s'ouvrir sur les côtés.
L'Il-32 nécessitait un avion quadrimoteur pour être remorqué en sécurité. Il fut abandonné lorsqu'il devint évident qu'aucun appareil de la sorte ne serait disponible avant longtemps, les programmes des Tupolev Tu-75 et Il-18 étant tous-deux annulés en raison d'une pénurie de moteurs Chvetsov ACh-73, qui devaient les équiper.

## Conception et développement
Après la fin de la Seconde Guerre mondiale, les Soviétiques déployèrent des efforts considérables dans le développement de planeurs de transport lourds, afin de déposer des troupes pendant un assaut aérien. Dans le cadre de ces efforts, le Conseil des ministres de l'URSS ordonna au bureau de conception Iliouchine, le 20 septembre 1947, de commencer les travaux sur un planeur capable d'emporter 7 000 kg de charge utile, incluant 60 soldats ou un canon de 122 mm avec son véhicule tracteur, ses munitions et son équipage. L'avion désigné pour le remorquer était le Tupolev Tu-75, un avion de transport quadrimoteur dérivé du Tu-4 — lui-même une copie réalisée par rétro-ingénierie du Boeing B-29 Superfortress américain de la Seconde Guerre mondiale —.
L'Il-32 était un monoplan à aile haute cantilever à structure en aluminium, doté d'un train d'atterrissage tricycle et dont le fuselage était de section rectangulaire (3,2 × 4,15 m) afin d'y loger le plus de chargement possible. Les ailes à double longeron avaient un ratio d'aspect modéré. L'appareil dans son ensemble fut considéré comme « jetable » (à usage unique) et fut donc conçu et construit de manière très basique, pour la production à grande échelle. Le nez et la queue de l'appareil pouvaient pivoter sur des charnières jusqu'à un angle de 95° vers la droite pour faciliter les chargements.
L'Il-32 effectua son premier vol le 20 août 1948, tracté par un Iliouchine Il-12 bimoteur, mais ce dernier n'était pas assez puissant pour remorquer un planeur à charge maximale, et le prototype de l'avion de ligne quadrimoteur Il-18 fut adapté pour le remorquer, à partir du 20 septembre. Pendant ces vols de tests, il atteignit une vitesse de croisière de 323 km/h à une altitude de 3 000 m et à une masse de 16 000 kg. Les essais s'étaient montrés satisfaisants et les préparatifs étaient en cours pour le lancement de la production en série, mais le manque d'avions-remorqueurs convenables posait un gros problème. Aucun des avions quadrimoteurs soviétiques qui pouvaient être utilisés n'était en cours de production ou disponible. Les avions de ligne Tu-70 et Il-18 avaient été annulés, de même que l'avion de transport Tu-75, tandis que le Tu-4 était réservé aux missions de bombardement stratégique et ne pouvait pas être détourné de cette mission essentielle pendant le contexte de guerre froide qui s'installait en URSS.
Des expérimentations furent menées avec une paire d'Il-12 remorquant l'Il-32, mais elles se révélèrent à la fois compliquées et dangereuses pour toutes les personnes impliquées. L'Il-32 fut donc abandonné, en raison de l'absence de solution convenable pour lui faire prendre l'air.

## Spécifications techniques
Données de OKB Ilyushin: A History of the Design Bureau and its Aircraft
Caractéristiques générales
- Équipage : 2 pilotes
- Capacité : 60 soldats
- Charge utile : 7 000 kg
- Longueur : 24,84 m
- Envergure : 35,8 m
- Surface alaire : 159,5 m2
- Masse à vide : 9 600 kg
- Masse typique : 16 600 kg

 Performances 
- Vitesse de croisière : 327 km/h
- Plafond : 4 000 m